# Ritratto del pittore Petroccelli (Gemito)
Il Ritratto del pittore Petroccelli è il nome di una scultura realizzata in terracotta da Vincenzo Gemito che ritrae il pittore Vincenzo Petrocelli, professore onorario dell'Accademia di Napoli, ammirato da Gemito per i suoi soggetti storici, oggi parte della Collezione Minozzi ed è esposta nel Museo nazionale di Capodimonte. Vincenzo Gemito realizzò anche un'opera pittorica di Vincenzo Petrocelli.
La scultura, a forma di busto ritrae Petrocelli in età avanzata, epoca in cui raggiunse la fama internazionale, e fu esposto al Museo del Louvre nel 1878, alla Biennale di Venezia del 1909.

## Descrizione
L'opera di Gemito Ritratto di Petrocelli, è una delle più importanti e significative della produzione di Gemito, essendo di avanguardia e di grandi novità formali, e di intolleranza verso la codificazione accademica della scultura, ma si muove ancora fra il romanticismo e le ultime influenze del Canova. È un modellato vibrante e pittorico, per trasmettere la spontaneità della realtà vernacola napoletana e la concretezza dell'esperienza visiva del vero.

## Esposizioni
- Museo del Louvre, 1878
- Biennale di Venezia, VIII Esposizione internazionale d'arte, 1909
- Mostra visuale retrospettiva di Vincenzo Gemito, 1932
- Museo Nazionale di Capodimonte, Napoli